# Parectropis virgata
Parectropis virgata là một loài bướm đêm trong họ Geometridae.